# Asif Kapadia
Asif Kapadia (nascut el 1972) és un cineasta britànic. Kapadia és més conegut per la seva trilogia de documentals basats en la narrativa i construïts per arxius Senna, Amy i Diego Maradona.
Amy (2015), basat en la cantant Amy Winehouse, es va estrenar mundialment al Festival de Canes de 2015 i és el documental britànic més taquiller de tots els temps a la taquilla del Regne Unit. També va guanyar l’Oscar al millor documental, el BAFTA al millor documental, un Grammy a la millor pel·lícula musical, el premi del cinema europeu al millor documental i el premi Grierson al millor documental.
Kapadia va dirigir la pel·lícula documental Senna (2010), basada en Ayrton Senna (famós pels seus èxits en les carreres de motor), que va guanyar el Premi BAFTA al Millor Documental, al Premi BAFTA a la Millor Muntatge i al Festival de Cinema de Sundance 2011. Senna va ser nominat a la millor pel·lícula britànica de l'any.
El debut narratiu de Kapadia The Warrior (2001), va guanyar el BAFTA a la millor pel·lícula britànica de l'any i el premi a l'èxit especial d'un director, escriptor o productor en la seva pel·lícula de debut; també va ser nominada a la millor pel·lícula de parla no anglesa.
El 2019, va estrenar la pel·lícula Diego Maradona, basada en la llegenda del futbol argentí Diego Maradona, amb Kapadia afirmant: "Maradona és la tercera part d'una trilogia sobre genis infantils i fama."
El maig de 2021, va llançar la docuserie musical 1971: The Year That Music Changed Everything, based on the book 1971 – Never a Dull Moment: Rock's Golden Year, del periodista musical britànic David Hepworth.

## Primers anys
Asif Kapadia va néixer el 1972 al nord de Londres, en una família índia musulmana britànica. Va assistir a la Newport Film School (abans part de la Universitat de Gal·les a Newport, ara la Universitat de Gal·les del Sud),
va obtenir un títol de primera classe (BA Hons) en cinema, televisió i arts fotogràfiques a la Universitat de Westminster
i un màster (RCA) en direcció de cinema i televisió al Royal College of Art.
Kapadia ha dit que es veu a si mateix com un londinenc ("a Hackney lad"), del nord d'Europa, amb herència familiar índia. Aquestes característiques úniques van ajudar a fer-lo destacar com a cineasta quan començava.
Ha dit:
| « | “Sempre he intentat fer les coses de manera diferent, perquè el meu punt de vista és diferent. “No vinc de l'escola privada, no vinc dels diners. La meva família no estava a la indústria del cinema. No sóc blanc, sóc marró i el meu origen és musulmà. La meva família és de l'Índia i és bastant religiosa. "Com el més petit de cinc fills, els meus pares em van deixar fer el que volia fer. Vaig poder tenir un punt de vista, no em van dir: ‘Has de fer això’: vaig triar el que volia estudiar, no vaig treure mai sobresalients. Quan era a la universitat, sempre discutia amb els tutors, perquè hauria de fer el que em deien. Coses com que només vaig dir: "No crec que sigui correcte, faré això". Així que suposo que sóc força tossut.” | » |

## Carrera
El primer llargmetratge de Kapadia, The Warrior, es va rodar a l'Himàlaia i els deserts de Rajasthan. La pel·lícula va cridar l'atenció de The Arts Foundation que el 2001 li va concedir una beca en direcció cinematogràfica. Peter Bradshaw a The Guardian va descriure The Warrior com a posseïdor d'"amplada poderosa" i "bellesa brillant"; la pel·lícula va ser nominada a tres premis BAFTA, guanyant-ne dos: l'Alexander Korda a la millor pel·lícula britànica de l'any 2003 i el Premi Carl Foreman a l'èxit especial d'un director, guionista o productor en el seu primer llargmetratge.
Far North es va estrenar al Festival de Cinema de Venècia, basat en un conte fosc de Sara Maitland. Kapadia va utilitzar el paisatge brutal de l'Àrtida per mostrar com la desesperació i la soledat fan que una dona faci mal a la persona que estima. El quart llargmetratge de Kapadia, Senna, va ser la història de la vida del campió de l'automobilisme brasiler, Ayrton Senna.
La següent pel·lícula de Kapadia Amy va ser un documental que va representar la vida i la mort de la cantautora britànica Amy Winehouse. Amy es va estrenar el 3 de juliol de 2015 a Regne Unit, Nova York i Los Angeles, i a tot el món el 10 de juliol. La pel·lícula ha estat qualificada de "esfereïdora", "inspiradora", "imprescindible", "el millor documental de l'any" i "una obra mestra tràgica". La pel·lícula va rebre cinc estrelles de cinc quan va ser revisada al 68è Festival Internacional de Cinema de Canes. S'ha convertit en el documental britànic més taquiller i el segon documental més taquiller de tots els temps al Regne Unit, superant la pel·lícula de Kapadia de 2010 Senna.
El 2018, es va estrenar un documental titulat Maradona, basat en la llegenda del futbol argentí Diego Maradona. Després de Senna i Amy, Kapadia afirma: "Maradona és la tercera part d'una trilogia sobre genis i fama infantil". Va afegir: "Jo estava fascinat pel seu viatge, allà on anava hi havia moments d'increïble brillantor i dramatisme. Va ser un líder, portant els seus equips al cim, però també va estar disposat a fer qualsevol cosa, usant la seva astúcia i intel·ligència per guanyar".
L'any 2019, Kapadia va ser guardonat com a Associat Honorari de la London Film School.

## Pel·lícules preferides
El 2022, Kapadia va participar en les enquestes de pel·lícules Sight & Sound d'aquell any. Se celebra cada deu anys per seleccionar les millors pel·lícules de tots els temps, demanant als directors contemporanis que seleccionen deu pel·lícules de la seva elecció.
Les seleccions de Kapadia foren:
- Vertigen (D'entre els morts)  (1958)
- Toro salvatge (1980)
- 2001: una odissea de l'espai (1968)
- La Jetée (1962)
- Fins que li va arribar l'hora (1968)
- Amenaça a l'ombra (1973)
- El Padrí II (1974)
- Idí i smotrí (1985)
- Yojimbo (1961)
- Desitjant estimar (2000)

El setembre de 2019, Kapadia va aparèixer a The Film Programme de la BBC Radio 4 en què va dir a la presentadora Francine Stock el seu amor per la pel·lícula de gàngsters vietnamita Cyclo de l'escriptor i director Trần Anh Hùng. La va veure quan es va estrenar per primera vegada l'any 1996, quan era estudiant de cinema, i va cristal·litzar les seves ambicions pel tipus de cinema que volia fer. Segons va explicar a Stock, "se'm va apagar una bombeta al cap" i la seva vida no va tornar a ser la mateixa.

## Opinió política
El desembre de 2019, juntament amb 42 figures culturals més destacades, Kapadia va signar una carta aprovant el Partit Laborista sota el lideratge de Jeremy Corbyn a les  eleccions generals de 2019. La carta deia que "el manifest electoral dels laboristes sota el lideratge de Jeremy Corbyn ofereix un pla transformador que prioritza les necessitats de les persones i del planeta per sobre dels beneficis privats i els interessos creats d'uns quants".
L'octubre de 2024, Kapadia va generar controvèrsia, després de compartir publicacions a la plataforma de xarxes socials X, que The Grierson Trust havia considerat com a "antisemita" (i per les quals l'entitat benèfica va eliminar Kapadia com a patró). Kapadia es va disculpar i va dir a BBC News que estava "mortificat pel dany i l'ofensa" que han causat algunes de les seves publicacions.

## Filmografia
| Any  | Títol                           | Director | Productor | Productor executiu | Notes                                                                                         |
| ---- | ------------------------------- | -------- | --------- | ------------------ | --------------------------------------------------------------------------------------------- |
| 1994 | Indian Tales                    | Sí       |           |                    | Curtmetratge. 12 mins long.                                                                   |
| 1996 | The Waiting Room                | Sí       |           |                    | Curtmetratge. 8 mins long.                                                                    |
| 1996 | Wild West                       | Sí       |           |                    | Curtmetratge. 1 min long.                                                                     |
| 1997 | The Sheep Thief                 | Sí       |           |                    | Curtmetratge. 24 mins long.                                                                   |
| 2001 | The Warrior                     | Sí       |           |                    |                                                                                               |
| 2006 | The Return                      | Sí       |           |                    |                                                                                               |
| 2007 | Far North                       | Sí       |           |                    |                                                                                               |
| 2010 | Senna                           | Sí       |           |                    | Llançat el 2010 al Brasil, el 2011 a tot arreu                                                |
| 2013 | Monsoon Shootout                |          |           | Sí                 |                                                                                               |
| 2015 | Amy                             | Sí       |           |                    | Va guanyar el Oscar al millor documental de 2016                                              |
| 2015 | Ronaldo                         |          |           | Sí                 |                                                                                               |
| 2016 | Oasis: Supersonic               |          |           | Sí                 |                                                                                               |
| 2016 | Ali and Nino                    | Sí       |           |                    |                                                                                               |
| 2017 | Mindhunter (sèrie de televisió) | Sí       |           |                    | Sèrie de Netflix. Va dirigir els episodis 3 & 4.                                              |
| 2019 | Diego Maradona                  | Sí       |           |                    |                                                                                               |
| 2022 | Creature                        | Sí       |           |                    |                                                                                               |
| 2024 | Federer: Twelve Final Days      | Sí       | Sí        |                    |                                                                                               |
| 2024 | 2073                            | Sí       | Sí        |                    | Seleccionat fora de competició - No ficció a la 81a Mostra Internacional de Cinema de Venècia |

## Premis i nominacions
| Llisa de premis i nominacions | Llisa de premis i nominacions                       | Llisa de premis i nominacions                                          | Llisa de premis i nominacions | Llisa de premis i nominacions | Llisa de premis i nominacions |
| Any                           | Premi / Festival                                    | Categoria                                                              | Treball                       | Resultat                      | Ref(s)                        |
| ----------------------------- | --------------------------------------------------- | ---------------------------------------------------------------------- | ----------------------------- | ----------------------------- | ----------------------------- |
| 2011                          | Premis British Independent Film de 2011             | Millor documental britànic                                             | Senna                         | Guanyador                     |                               |
| 2011                          | Premis British Independent Film de 2011             | Millor pel·lícula independent britànica                                | Senna                         | Nominat                       |                               |
| 2011                          | Premis British Independent Film de 2011             | Millor Assoliment Tècnic                                               | Senna                         | Nominat                       |                               |
| 2011                          | Festival de Cinema de Sundance                      | Premi del Públic de Cinema Mundial: Documental                         | Senna                         | Guanyador                     |                               |
| 2011                          | 16ns Premis Satellite                               | Millor pel·lícula documental                                           | Senna                         | Guanyador                     |                               |
| 2011                          | Premis Grierson                                     | Millor pel·lícula documental                                           | Senna                         | Nominat                       |                               |
| 2011                          | Festival de cinema de Los Angeles                   | Premi del públic a la millor pel·lícula internacional                  | Senna                         | Guanyador                     |                               |
| 2011                          | Festival Internacional de Cinema de Melbourne       | Premi al documental més popular                                        | Senna                         | Guanyador                     |                               |
| 2011                          | Festival Internacional de Cinema de Moscou          | Premi del Públic                                                       | Senna                         | Guanyador                     |                               |
| 2011                          | Festival de Cinema d'Adelaide                       | Millor documental – Premi del públic                                   | Senna                         | Guanyador                     |                               |
| 2012                          | 65ns Premis BAFTA                                   | Millor documental                                                      | Senna                         | Guanyador                     |                               |
| 2012                          | 65ns Premis BAFTA                                   | Millor muntatge                                                        | Senna                         | Guanyador                     |                               |
| 2012                          | 65ns Premis BAFTA                                   | Millor pel·lícula britànica                                            | Senna                         | Nominat                       |                               |
| 2012                          | Sindicat de Productors dels Estats Units            | Llargmetratge documental                                               | Senna                         | Nominat                       |                               |
| 2012                          | Premis del Sindicat de Guionistes dels Estats Units | Documental                                                             | Senna                         | Nominat                       |                               |
| 2012                          | Premis del Cercle de Crítics de Cinema de Londres   | Documental de l'any                                                    | Senna                         | Guanyador                     |                               |
| 2012                          | Premis del Cercle de Crítics de Cinema de Londres   | Assoliment tècnic                                                      | Senna                         | Nominat                       |                               |
| 2012                          | Premis del Cinema Britànic Evening Standard         | Millor documental                                                      | Senna                         | Guanyador                     |                               |
| 2012                          | Cinema Eye Honors                                   | Assoliment destacat en muntatge                                        | Senna                         | Guanyador                     |                               |
| 2012                          | Cinema Eye Honors                                   | Assoliment destacat en la realització de llargmetratges de no ficció   | Senna                         | Nominat                       |                               |
| 2012                          | Cinema Eye Honors                                   | Assoliment destacat en una partitura musical original                  | Senna                         | Nominat                       |                               |
| 2012                          | Cinema Eye Honors                                   | Premi Elecció del Públic                                               | Senna                         | Nominat                       |                               |
| 2012                          | FOCAL International Awards                          | Millor ús de metratge en una estrena de cinema                         | Senna                         | Guanyador                     |                               |
| 2012                          | FOCAL International Awards                          | Millor ús de les imatges esportives                                    | Senna                         | Guanyador                     |                               |
| 2012                          | FOCAL International Awards                          | Premi especial a la contribució a la indústria cinematogràfica d'arxiu | Senna                         | Guanyador                     |                               |
| 2012                          | FOCAL International Awards                          | Millor ús de les imatges en un llançament d'entreteniment a casa       | Senna                         | Nominat                       |                               |
| 2015                          | Hollywood Film Awards                               | Millor documental de l'any                                             | Amy                           | Guanyador                     |                               |
| 2016                          | 69ns Premis BAFTA                                   | Millor documentarl                                                     | Amy                           | Guanyador                     |                               |
| 2016                          | 69ns Premis BAFTA                                   | Millor pel·lícula britànica                                            | Amy                           | Nominat                       |                               |
| 2016                          | Premis Oscar                                        | Millor documental – Llargmetratge                                      | Amy                           | Guanyador                     |                               |